# Maintenance de patrimoine immobilier
 (novembre 2013).
Si vous disposez d'ouvrages ou d'articles de référence ou si vous connaissez des sites web de qualité traitant du thème abordé ici, merci de compléter l'article en donnant les références utiles à sa vérifiabilité et en les liant à la section « Notes et références ».
La maintenance de patrimoine immobilier (ou maintenance du patrimoine bâti ou encore maintenance immobilière) est une activité qui consiste à assurer la maintenance courante des patrimoines ou biens immobiliers au moyen d'interventions curatives ou préventives sur les locaux et les installations techniques qui s'y trouvent (réfection partielle, remise à niveau, maintien de la performance des installations).

## Délimitation
Cette activité est à distinguer des opérations de rénovation de tous corps d'état, qui sont des travaux plus importants et financés par des budgets propres.
Elle est également plus large que celle de l'exploitation, laquelle intègre des opérations de « petit entretien » et les opérations de « renouvellement ».
Elle diffère aussi de la conduite des installations, laquelle recouvre des opérations de démarrage, d'arrêt et d'ajustement des consignes de fonctionnement, des équipements et installations, visant à optimiser leur usage.

## Niveaux de maintenance
- Niveau I : actions simples qui peuvent être effectuées par l'utilisateur/agent, à l'aide d'instructions simples et sans outillage autre que celui intégré au bien.
- Niveau II : opérations courantes effectuées par un personnel qualifié ou un agent technique, avec des procédures détaillées et un outillage léger.
- Niveau III : opérations de technicité générale effectuées par un technicien qualifié, avec des procédures complexes et un outillage portatif complexe.
- Niveau IV : opérations technique de spécialité effectuées par un technicien ou une équipe spécialisés, maîtrisant une technique ou technologie particulière, avec des instructions générales ou particulières de maintenance et un outillage portatif spécialisé.
- Niveau V : rénovation, reconstruction, remplacement d'une installation, d'un équipement, d'une pièce de structure ou de fonctionnement, selon un processus proche de sa fabrication ou de son assemblage initial.

Ces opérations de maintenance sont également appelées opérations de « petit entretien » et de « gros entretien ». La norme AFNOR FDX ne prévoit pas les opérations de « renouvellement » car incombant habituellement aux « services travaux neufs » et non pas aux « services maintenance ».
Les termes « conduite et petit entretien » (poste dit P2) et « gros entretien et renouvellement » (poste dit P3) sont des termes propres aux contrats de chauffage. Ces termes ne sont pas définis par la FD X 60-000 car celle-ci se limite à la seule tâche du « service maintenance » n'incluant pas l'ensemble du périmètre des exploitants comprenant aussi la conduite et le renouvellement. Les définitions des postes P2 et P3 ont l'avantage d'être beaucoup plus claires et simples à utiliser et peuvent être utilisées dans un autre cadre contractuel.
Chaque intervention de maintenance peut nécessiter le remplacement de pièces d’usure, de pièces de fonctionnement, de pièces de rechange, de pièces détachées, voire d'équipements complets. Il est donc indispensable, dans une relation contractuelle basée sur les définitions normalisées des niveaux de maintenance, de préciser quelles sont les pièces à prendre en considération selon des critères objectifs d'appréciation (type de pièce, valeur de remplacement, etc.).